# Italo Zilioli
Italo Zilioli (* 24. September 1941 in Turin, Italien) ist ein ehemaliger italienischer Radrennfahrer.

## Sportliche Laufbahn
Nachdem er 1959 Italienischer Junioren-Meister im Einzelstraßenfahren werden konnte, blieben große Erfolge bei den Amateuren aus. So wechselte er 1962 ins Profilager über und konnte im Folgejahr bereits 6 Siege erringen. Beim Giro d’Italia kam Zilioli 1964, 1965 und 1966 auf seine besten Resultate, als er jeweils Zweiter in der Gesamtwertung werden konnte. 1969 rangierte er auf Platz 3 und glänzte 1965, 1968, 1969, 1970 und 1972 mit je einem Etappensieg.
Die Tour de France bestritt der Norditaliener dreimal: 1970 gewann er eine Etappe und landete auf dem 13. Platz, während er 1968 und 1972 vorzeitig ausscheiden musste. Zilioli war zeitweiliger Teamkollege von Felice Gimondi (1967), Franco Bitossi (1968/69), Eddy Merckx (1970) und Gösta Pettersson (1971). In den 15 Jahren als Berufsfahrer konnte Zilioli 55 Siege und zahlreiche andere Erfolge feiern. So siegte er bei den italienischen Eintagesrennen Giro dell’Emilia, Giro del Piemonte, Giro dell’Appennino, Giro di Campania und Giro del Veneto. In der Schweiz gewann er den Giro del Ticino. 1965 gewann er den GP Viscaya in Spanien und Nizza–Mont Agel. Im Jahr 1966 konnte er außerdem die Meisterschaft von Zürich gewinnen. Das Rennen Giro delle Marche konnte er 1970 gewinnen. 1970 und 1971 siegte er im Rennen Barcelona–Andorra. 1976 beendete er 35-jährig seine aktive Laufbahn als Professionel. Er hat insgesamt 53 Siege als Berufsfahrer errungen.

## Berufliches
Nach seiner Tätigkeit als Teammanager arbeitete er für RCS und half bis 2008 bei der Organisation der Rennen Giro d’Italia, Tirreno–Adriatico, Mailand–Sanremo und Lombardei-Rundfahrt.

## Erfolge (Auszug)
- Tour de France: 1970: 2. Etappe
- Giro d’Italia: 1965: 18. Etappe, 1968: 5. Etappe, 1969: 19. Etappe, 1970: 10. Etappe, 1972: 10. Etappe
- Tour de Suisse: 1963: 1. Etappe
- Tirreno–Adriatico: 1968: 3. Etappe, 1971:  & 2. Etappe, 1974: 2. Etappe, 1975: 2. Etappe (Teil 2)
- Meisterschaft von Zürich: 1966
- 1973 Gran Premio Montelupo

### Grand-Tour-Platzierungen
| Grand Tour         | 1963 | 1964 | 1965 | 1966 | 1967 | 1968 | 1969 | 1970 | 1971 | 1972 | 1973 |
| ------------------ | ---- | ---- | ---- | ---- | ---- | ---- | ---- | ---- | ---- | ---- | ---- |
| Giro d’ItaliaGiro  | 18   | 2    | 2    | 2    | DNF  | 4    | 3    | 5    | 22   | DNF  | 14   |
| Tour de FranceTour | –    | –    | –    | –    | –    | DNF  | –    | 13   | –    | DNF  | –    |